# Hasta que la muerte nos separe (película de 2015)
Hasta que la muerte nos separe es una película venezolana de 2015 dirigida por Abraham Pulido.

## Argumento
Un ring de boxeo. Unos hermanos que se adoran y llegan a odiarse por culpa de los celos.
Un encuentro entre lo sofisticado de la moda y la brutalidad del boxeo.
Una historia que muestra cómo los celos pueden llevar al ser humano a perder el más mínimo sentido común y a jugar con la vida y la muerte.
Otto "La avispa" Aguilar lucha por abrirse camino en su profesión luchando en contra de las manipulaciones de su hermano Nacho, de Toti con su negocios sucios y de Diana, la bella modelo que lo pone de cabeza. Ella no pertenece a su mundo y los celos enfermizos llevan esta historia a derroteros inesperados.

## Equipo técnico
- DIRECCIÓN:  ABRAHAM PULIDO
- ESCRITURA: RICARDO LORENZO, OSVALDO BOSCACCI Y ABRAHAM PULIDO
- PRODUCCIÓN EJECUTIVA Y DIRECCIÓN DE ARTE:  MERCEDES GUZMÁN
- PRODUCCIÓN: RICARDO LORENZO
- FOTOGRAFÍA: RUBEN BELFORT

## Personajes
- Zapata 666 	... 	Otto Aguilar
- María Antonieta Duque 	... 	Sra. Aguilar
- Alexandra Braun 	... 	Diana Montenegro
- Athina Clouni
- William Goite 	... 	Papo
- Carlos Julio Molina (Trece) 	... 	Nacho
- Carlos Moreno	... 	Totti
- Eduardo Orozco 	... 	Mike Moose
- Karina Velásquez 	... 	Bárbara
- Carlos Pulido 	... 	Otto Aguilar (De niño)
- Arnaldo Bruno Barrios 	... 	El ruso
- Mariangel Ruiz   ...